# 日本陸上競技選手権大会クロスカントリー競走
日本陸上競技選手権大会クロスカントリー競走（にほんりくじょうせんしゅけんたいかいクロスカントリーきょうそう）は、毎年2月下旬または3月上旬に福岡県福岡市の国営海の中道海浜公園で開催されるクロスカントリー大会。
前身の福岡国際クロスカントリー大会（ふくおかこくさいクロスカントリーたいかい）についても記述する。

## 概要
1987年に福岡国際クロスカントリー大会として始まり、2016年から日本人のみを対象とした日本陸上競技選手権大会とU20日本陸上競技選手権大会の種目として開催されている。世界クロスカントリー選手権大会が行われる年にはその日本代表選考会も兼ねて開催される。福岡国際クロカン時代には国際的に評価が高いクロスカントリー大会とされるIAAF公認大会に指定され、シニア種目には中長距離種目の日本人有力選手と外国人選手が招待された。
日本選手権としてシニア男女・U20男女の4種目が実施される。各種目の出場選手数はシニアが60人程度、U20は300人を超える規模を持つ。また、併せて行われる福岡クロスカントリー大会では、シニア男女2km、高校男女4km、中学男女2kmが行われ、こちらも世界クロスカントリー選手権大会の代表選考会となる。その他、市民大会として海の中道市民クロカンも同時開催される。
主催は日本陸上競技連盟、国営海の中道海浜公園、福岡市。2022年まではRKB毎日放送、TBSテレビも主催していた。

## 種目
- 日本選手権
  - シニア男子 - 10km
  - シニア女子 - 8km
  - U20男子 - 8km
  - U20女子 - 6km
- 福岡クロスカントリー大会
  - シニア男子 - 2km
  - シニア女子 - 2km
  - 高校男子 - 4km
  - 高校女子 - 4km

## コース
福岡市東区の国営海の中道海浜公園にある大芝生広場周辺を利用した特設コースで、1周2kmである。
スタート直後に跨道橋による高さ6mの急坂の登り下りと曲率が大きいコーナーが設けられている。コース後半には前後左右に勾配のある小丘が3つ（通称ドラゴンの背中）続いた後、その先には砂地が設置される。このコースを距離に応じて周回する。

## 歴代優勝者

### 福岡国際クロスカントリー大会

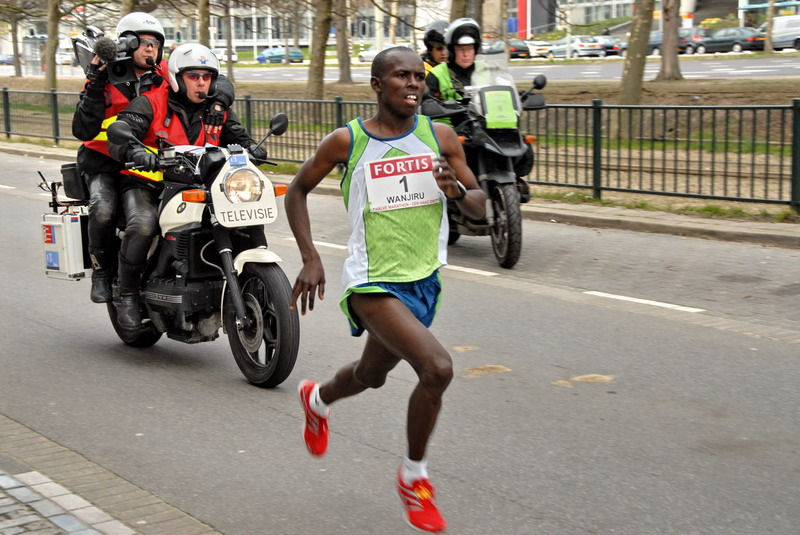
サムエル・ワンジル

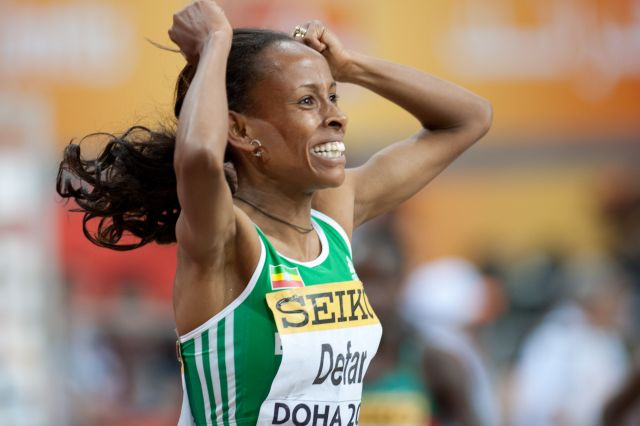
メセレト・デファー

シニア男子10kmおよびシニア女子6kmの歴代優勝者記録である。2002年第16回大会までのシニア女子は5kmで実施されていた。ジェフ・シーブラーはアトランタ・シドニーの10000mに出場した選手である。日本ではNEC、後に富士通に所属し、各陸上競技大会や全日本実業団対抗駅伝競走大会などで活躍した。2005年の優勝者であるメセレト・デファーは、前年のアテネオリンピック女子5000m金メダリストである。サムエル・カビル、サムエル・ワンジル、ミカ・ジェル、絹川愛、ポール・クイラはいずれも仙台育英学園高等学校に属するジュニア選手であったが、シニアの部に出場して優勝を飾っている。
|       | 年   | 男子                         | 記録     | 女子                     | 記録                 |
| ----- | ---- | ---------------------------- | -------- | ------------------------ | -------------------- |
|       |      |                              |          |                          |                      |
| 10    | 1996 | ジェフ・シーブラー           | 29分42秒 | Liu Shixiang             | (5km) 16分18秒       |
| 11    | 1997 | ジェフ・シーブラー           | 28分44秒 | 大南敬美                 | 16分08秒             |
| 12    | 1998 | ジュリアス・ギタヒ           | 28分43秒 | 川上優子                 | 16分16秒             |
| 13    | 1999 | ジェフ・シーブラー           | 29分00秒 | キリー・リスク           | 16分09秒             |
| 14    | 2000 | 瀬戸智弘                     | 29分33秒 | ユリア・オルテアヌ       | 16分40秒             |
| 15    | 2001 | 山口洋司                     | 30分41秒 | ユリア・オルテアヌ       | 16分40秒             |
| 16    | 2002 | サムエル・カビル             | 28分50秒 | 山中美和子               | 15分36秒             |
| 17    | 2003 | サムエル・ワンジル           | 29分13秒 | エミリー・モンドー       | (6kmに変更) 18分51秒 |
| 18    | 2004 | サムエル・ワンジル           | 29分02秒 | 市川良子                 | 19分25秒             |
| 19    | 2005 | サムエル・ワンジル           | 29分20秒 | メセレト・デファー       | 19分16秒             |
| 20    | 2006 | 徳本一善                     | 30分27秒 | 福士加代子               | 19分38秒             |
| 21    | 2007 | ミカ・ジェル                 | 29分29秒 | 絹川愛                   | 19分56秒             |
| 22    | 2008 | ポール・クイラ               | 28分18秒 | マリア・コノワロワ       | 18分54秒             |
| 23    | 2009 | ジョセフ・キプトゥー・ビレチ | 29分15秒 | クセーニャ・アガフォノワ | 19分33秒             |
| 24    | 2010 | 鎧坂哲哉                     | 29分04秒 | 小島一恵                 | 19分32秒             |
| 25    | 2011 | ビタン・カロキ               | 27分52秒 | 新谷仁美                 | 19分09秒             |
| 26    | 2012 | 大迫傑                       | 30分27秒 | 新谷仁美                 | 20分18秒             |
| 27    | 2013 | チャールズ・ディランゴ       | 29分47秒 | 新谷仁美                 | 20分00秒             |
| 28    | 2014 | カレミ・ズク                 | 28分43秒 | チャルチサ・テジュツ     | 19分23秒             |
| 29    | 2015 | ジョナサン・ディク           | 29分22秒 | 荘司麻衣                 | 19分54秒             |
| 5000m |      |                              |          |                          |                      |

      第28回大会はアジアクロスカントリー選手権大会を兼ねて開催

### 日本選手権
|     | 年   | シニア男子          | 記録                    | シニア女子                    | 記録     | U20男子             | 記録     | U20女子                       | 記録     |
| --- | ---- | ------------------- | ----------------------- | ----------------------------- | -------- | ------------------- | -------- | ----------------------------- | -------- |
| 99  | 2016 | 市田孝 旭化成       | （12km） 35分59秒       | 阿部有香里 しまむら           | 27分13秒 | 渡邉奏太 吉原工高   | 24分19秒 | 安藤富貴子 立命館宇治高       | 19分43秒 |
| 100 | 2017 | 鬼塚翔太 東海大     | 36分07秒                | 一山麻緒 ワコール             | 26分46秒 | 中谷雄飛 佐久長聖高 | 24分02秒 | 髙松智美ムセンビ 薫英女学院高 | 19分51秒 |
| 101 | 2018 | 大迫傑 ナイキ       | （10kmに変更） 29分53秒 | 木村友香 ユニバーサル         | 26分31秒 | 中谷雄飛 佐久長聖高 | 24分05秒 | 廣中璃梨佳 長崎商高           | 19分50秒 |
| 102 | 2019 | 坂東悠汰 法政大     | 29分36秒                | 田中希実 ND28アスリートクラブ | 26分43秒 | 葛西潤 関西創価高   | 23分48秒 | 廣中璃梨佳 長崎商高           | 19分56秒 |
| 103 | 2020 | 浦野雄平 國學院大   | 29分18秒                | 石澤ゆかり エディオン         | 26分58秒 | 石田洸介 東農大二高 | 23分48秒 | 小坂井智絵 成田高             | 20分19秒 |
| 104 | 2021 | 三浦龍司 順天堂大   | 29分10秒                | 萩谷楓 エディオン             | 25分54秒 | 佐藤圭汰 洛南高     | 23分19秒 | 不破聖衣来 健大高崎高         | 19分49秒 |
| 105 | 2022 | 松枝博輝 富士通     | 28分46秒                | 小林成美 名城大               | 26分34秒 | 吉岡大翔 佐久長聖高 | 23分36秒 | 水本佳菜 薫英女学院高         | 19分55秒 |
| 106 | 2023 | 塩尻和也 富士通     | 29分15秒                | 和田有菜 日本郵政グループ     | 27分22秒 | 永原颯磨 佐久長聖高 | 24分01秒 | 名和夏乃子 長野東高           | 20分20秒 |
| 107 | 2024 | 山口智規 早稲田大学 | 29分16秒                | 酒井美玖 肥後銀行             | 26分11秒 | 濵口大和 佐久長聖高 | 23分35秒 | 奥本菜瑠海 大分東明高         | 20分20秒 |
| 108 | 2025 | 三浦龍司 SUBARU     | 28分24秒                | 川口桃佳 ユニクロ             | 26分25秒 | 栗村凌 学法石川高   | 23分20秒 | 真柴愛里 長野東高             | 19分34秒 |

## テレビ中継
大会の模様はRKB毎日放送が制作を行ない、TBS系列28局ネットで開催当日の夕方に84分枠（2020年以降は15:30 - 16:54）にて放送される（以前は全編事前収録だったが、2020年以降スタジオ部分とシニア男子10kmは生放送、他の種目はダイジェスト版での放送となっている）。またU20の部に関してはRKBの番組公式サイトにてライブ配信がなされた。
2023年は、前述の通りにRKB毎日放送とTBSテレビが主催から外れたため、テレビ中継からは撤退となった。代わりに公益財団法人福岡県スポーツ推進基金の公式YouTubeチャンネル「Fukuoka Sports」にて福岡クロスカントリー大会、海の中道市民クロカンも含めた全種目のライブ配信を実施した。なお、RKBは新たに『ブレイキンワールドシリーズin北九州』（2023年2月25日）を放送。
2025年は海の中道市民クロカンの模様を福岡県内のJ:COMチャンネル（エリア外へは地域情報アプリ「ど・ろーかる」及びYouTubeチャンネルで配信）、福岡クロスカントリー大会及び日本選手権の模様を「Fukuoka Sports」にてそれぞれ生中継された。

### 中継出演者(2022年)
別記が無い場合は、いずれもRKBアナウンサー
スタジオ解説
- 瀬古利彦（日本陸連ロードランニングコミッションリーダー）
- 増田明美（スポーツジャーナリスト）
- 原晋（青山学院大学陸上競技部長距離ブロック監督）

スタジオMC
- 篠原梨菜（TBSアナウンサー）

男女レース解説
- 両角速（東海大学陸上競技部中長距離ブロック 中長距離・駅伝監督）

レース実況
- 宮脇憲一

現地リポート・インタビュー
- 本田奈也花

U-20競技ネット配信実況
- 井口謙